# Acapulco (Guerrero)
Acapulco de Juárez is een badplaats in de staat Guerrero in Mexico. Acapulco heeft 863.431 inwoners, de agglomeratie meer dan een miljoen (2010).
Acapulco ligt aan de Grote Oceaan. Het is de belangrijkste Pacifische haven van Mexico en op Cancún na de belangrijkste badplaats van het land. De naam Acapulco komt uit het Nahuatl en betekent "plaats met veel riet". Juárez is een verwijzing naar president Benito Juárez.

## Geschiedenis
De stad werd in 1528 gesticht als vertrekpunt voor schepen naar Azië. Tussen 1565 en 1810 voer vanuit Acapulco elk jaar het Manillagaljoen heen en weer naar Manilla op de Filipijnen. In 1615 werd het het fort van Acapulco vernietigd door de Nederlanders; twee jaar later werd het herbouwd. In 1776 en 1909 werd de stad getroffen door aardbevingen.
President Miguel Alemán heeft na het einde van zijn termijn (1952) veel gedaan om Acapulco tot badplaats te ontwikkelen. Het werd hierdoor een populaire badplaats, vooral bij Amerikanen. De schaduwzijde was echter dat voor de arme bevolking niets werd gedaan. Hoewel een groot deel van de Acapulcanen in grote armoede leefden, hebben weinig toeristen daar wat van gemerkt; de hotels waren zo gebouwd dat geen enkel raam uitzicht gaf op de sloppenwijken en er werd ook gezorgd dat toeristen niet door arme buurten hoefden te komen als ze wilden winkelen. Burgemeester van Acapulco sinds 2021 is Abelina López Rodriguez van Morena.
In de 21e eeuw werd het exclusieve toerisme van de Amerikaanse jet set gevolgd door het massatoerisme en ten slotte door het drugstoerisme.
Op 25 oktober 2023 werd Acapulco getroffen door de verwoestende orkaan Otis. Deze natuurramp kostte aan zeker 48 mensen het leven en raakten er tientallen mensen vermist. De orkaan zwol onverwacht aan tot de allerhoogste, vijfde categorie en veroorzaakte in drie uur tijd een enorme materiële schade. De kustlijn oogde met zijn hoge hotelflats als een gebombardeerde spookstad. 80 procent van de hotelgebouwen, waar de badplaats sterk op leunt, zou beschadigd zijn. Naast de hotels werden ruim 200.000 huizen zwaar beschadigd. De badplaats verkeerde in de dagen na de ramp „in een staat van complete chaos”. Er werd gesproken van miljarden dollars aan schade. In de dagen na de ramp arriveerde hulp mondjesmaat, haperde het stroom- en energienetwerk en sloegen de bewoners aan het plunderen van supermarkten en bouwmarkten. De toerismelobby verwachtte dat er mogelijk pas vanaf 2025 weer toeristen verwelkomd kunnen worden in Acapulco.

## Stedenbanden
- Manilla (Filipijnen), sinds 1969
- Sendai (Japan), sinds 1973
- Onjuku (Japan), sinds 1978
- Netanya (Israël), sinds 1980
- Qingdao (China), sinds 1985
- Quebec (Canada), sinds 1986
- Napels (Italië), sinds 1986
- Beverly Hills (Verenigde Staten), sinds 1988
- Cannes (Frankrijk), sinds 1998
- Ordizia (Spanje), sinds 2008
- Sotsji (Rusland), sinds 2008
- Jalta (Oekraïne), sinds 2009
- Goa (India), sinds 2009
- McAllen (Verenigde Staten), sinds 2009
- Cuernavaca (Mexico), sinds 2010
- Guanajuato (Mexico), sinds 2010
- Hạ Long (Vietnam), sinds 2011
- Larnaca (Cyprus), sinds 2011
- Bakoe (Azerbeidzjan), sinds 2011
- Huamantla (Mexico), sinds 2011
- Boca del Río (Mexico), sinds 2012
- Puerto Quetzal (Guatemala), sinds 2012
- Sosúa (Dominicaanse Republiek), sinds 2012
- Eilat (Israël), sinds 2012
- Bandar Torkaman (Iran), sinds 2012
- Callao (Peru), sinds 2013
- Morelia (Mexico), sinds 2013

## Geboren
- Juan R. Escudero (1890-1923), vakbondsleider en politicus
- José Francisco Ruiz Massieu (1946-1994), politicus
- Nicky Katt (1970-2025), Amerikaans acteur

## Overleden
- Gerard Hijlkema (1946-2002), Nederlands voetballer en hockeyer

## Galerij

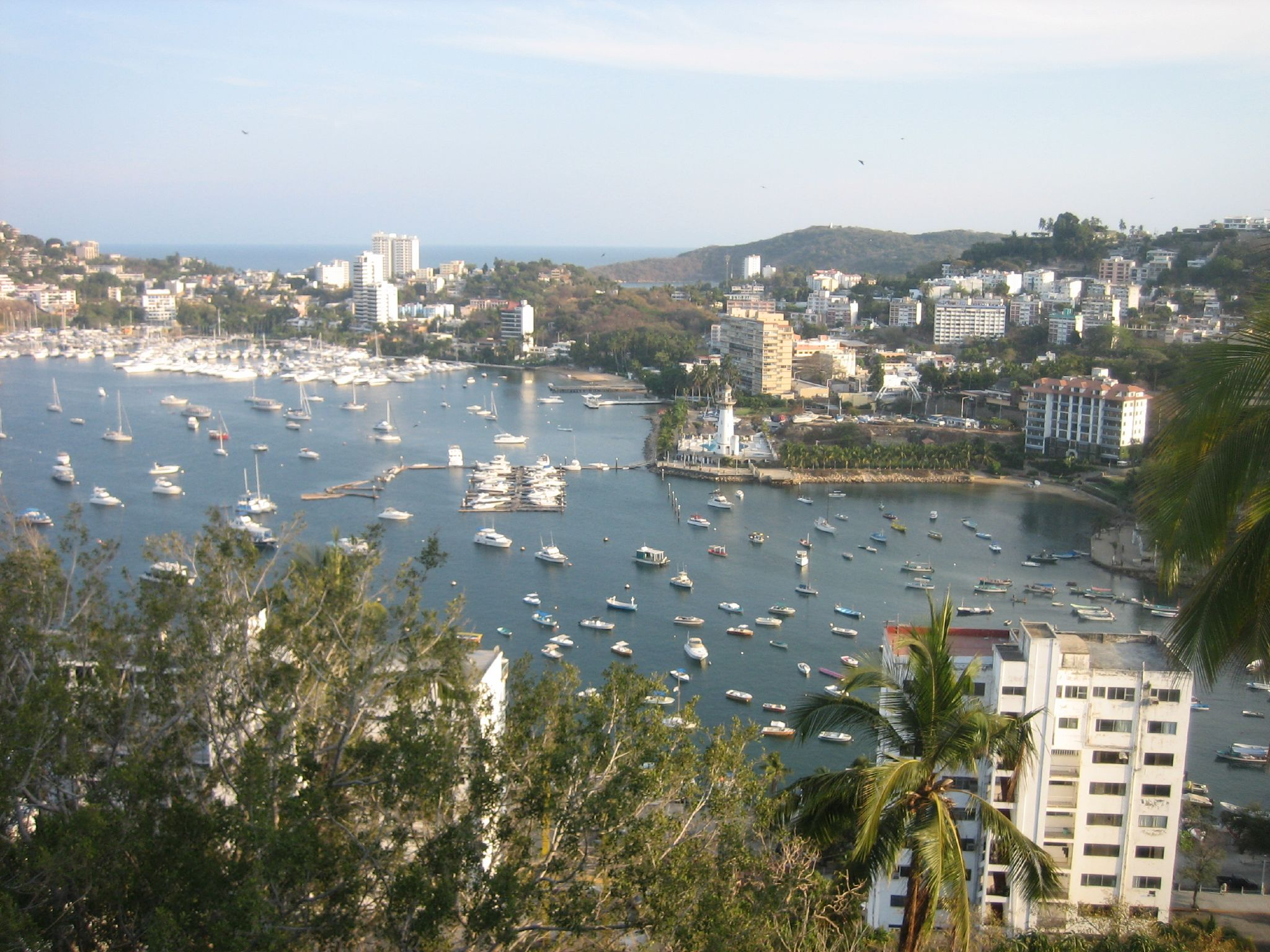
Haven in Acapulco
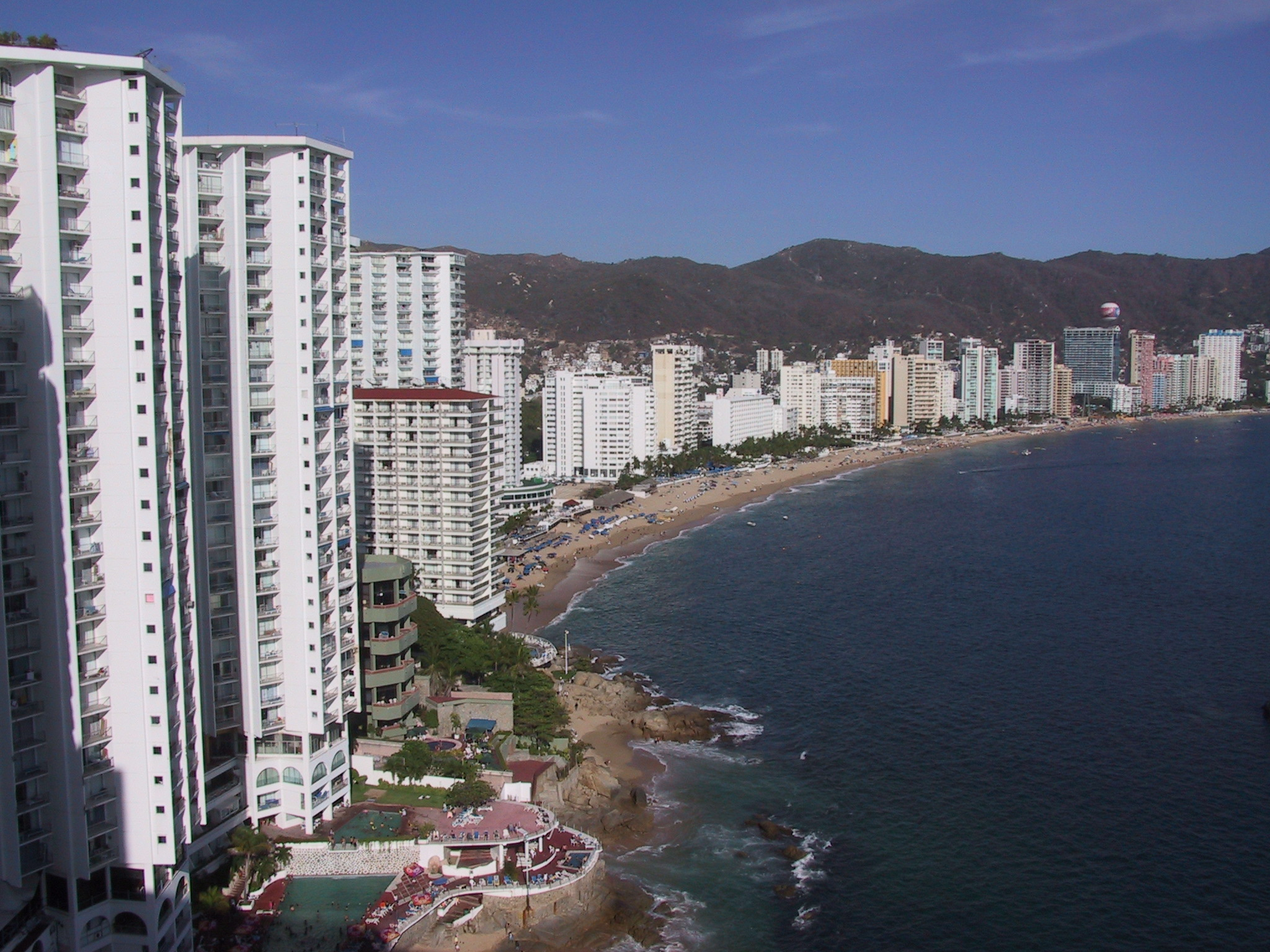
Strand in Acapulco
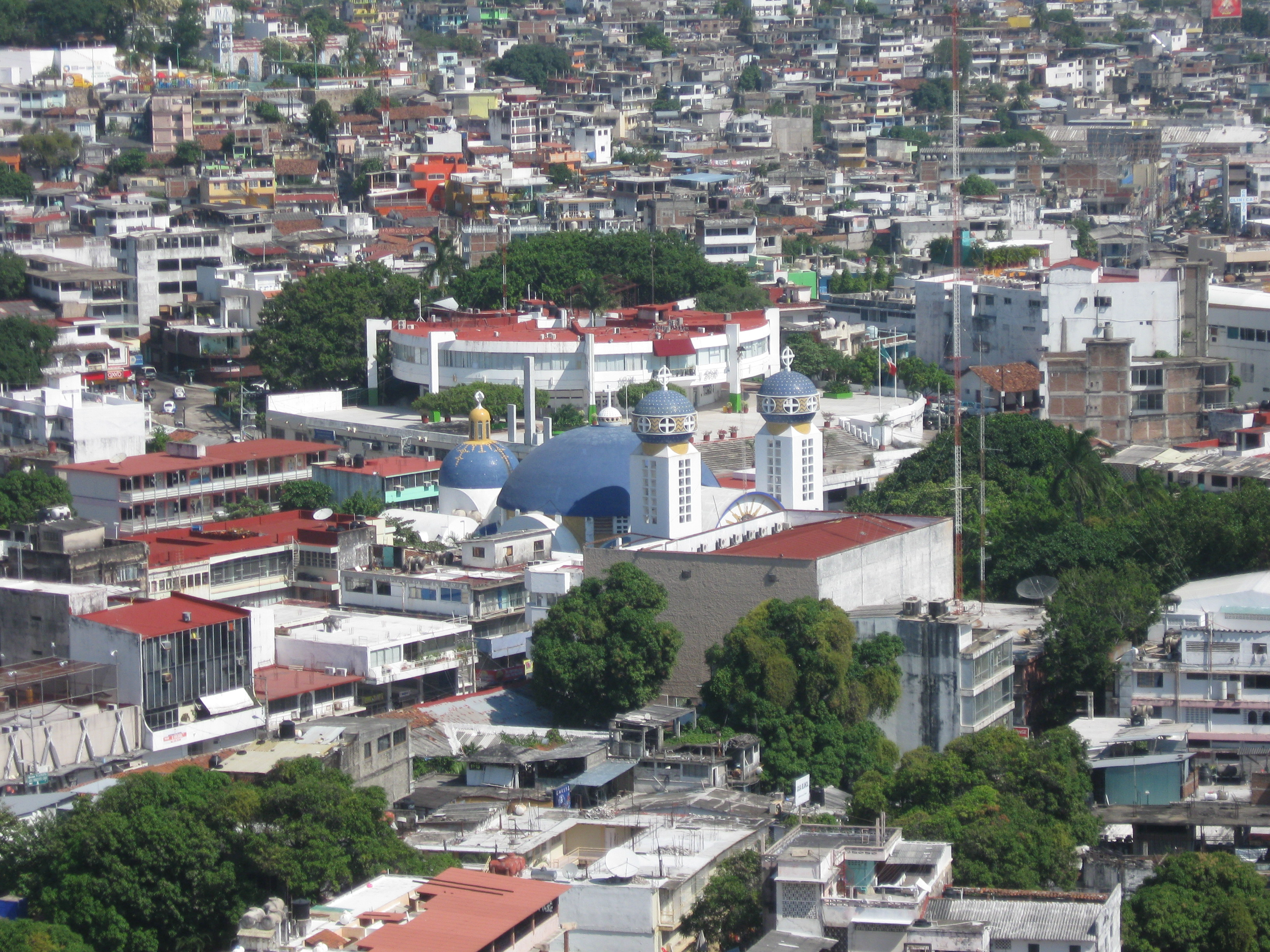
De binnenstad van Acapulco
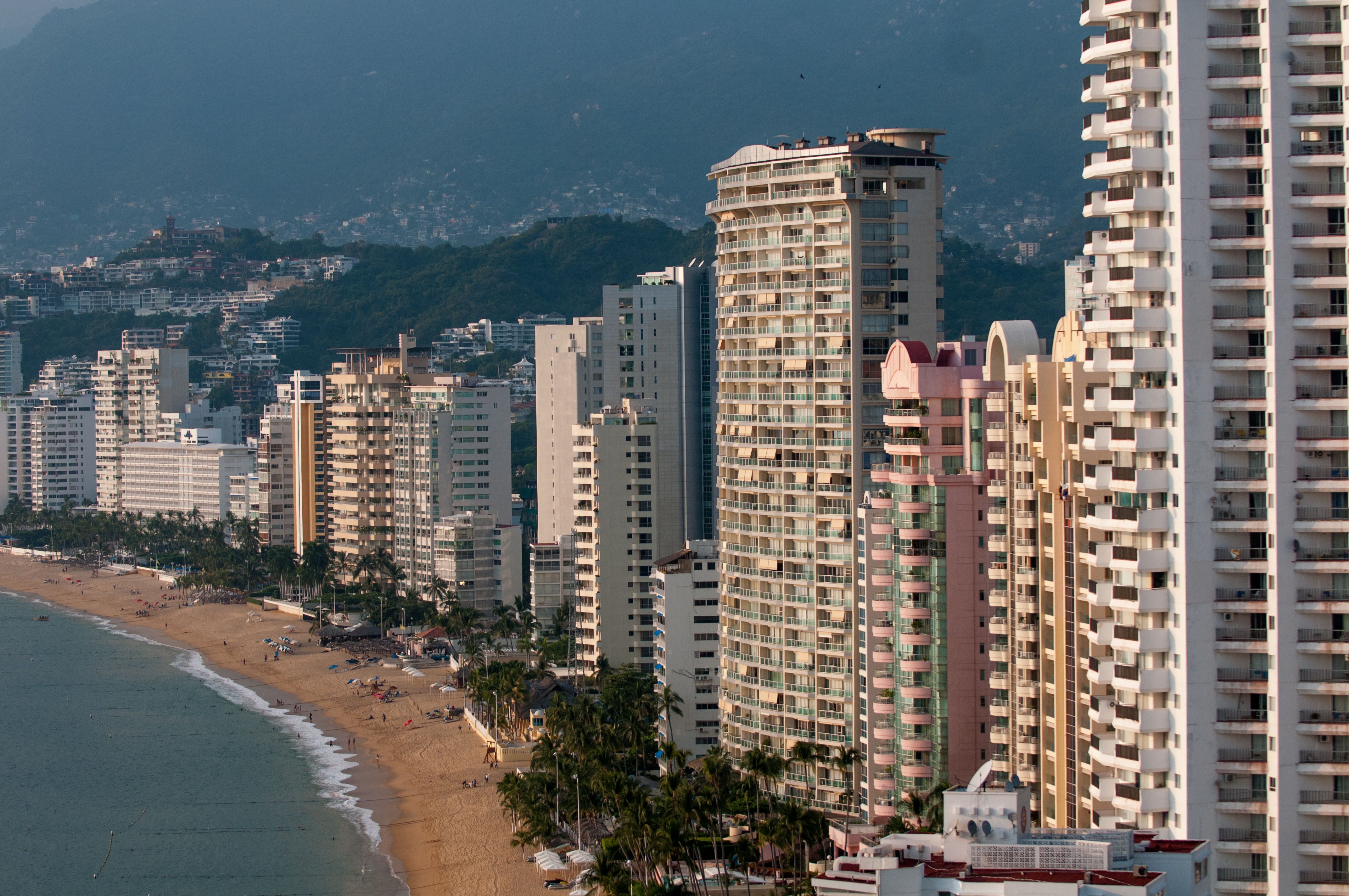
Strand in Acapulco